# Batalha (Portugal)
Batalha is een gemeente in het Portugese district Leiria.
De gemeente heeft een totale oppervlakte van 104 km² en telde ca. 15.000 inwoners in 2001.

## Geboren
- Olegário Benquerença (1969), voetbalscheidsrechter

## Plaatsen in de gemeente
- Batalha
- Golpilheira
- Reguengo do Fetal
- São Mamede